# Сигейские войны
Сигейские войны — вооруженный конфликт между Афинами и Митиленой за обладание Сигеем в Троаде.

## Начало конфликта
Афины приняли участие в Великой колонизации позже других государств, и первую колонию вывели в конце VII века до н. э. в Сигей, на побережье Троады, уже освоенное выходцами с Лесбоса.
Относительно целей основания колонии существуют разные мнения, но, по-видимому, как и в случае с Мильтиадом Старшим, это было частное предприятие, а не государственная инициатива. Возможно, одновременно на противоположном берегу у входа в Геллеспонт был основан Элеунт.
Появление афинских колонистов в Малой Азии привело к конфликту, так как лесбийцы утверждали, что троянская область была оставлена их предкам, союзникам ахейцев в Троянской войне, греческими войсками, вернувшимися на родину, а афиняне заявляли, что все, «кто помогал Менелаю отомстить за похищение Елены» имеют право на земли Илиона.
Свои претензии афиняне подкрепляли ссылками на поэму Арктина «Разрушение Илиона», окончательная редакция которой, как предполагается, содержит правки, внесенные Писистратидами. Согласно этому тексту, афинским контингентом под Троей командовал не один Менесфей, как в «Илиаде», но и сыновья Тесея, и Агамемнон преподнес им богатые дары.

## Война
Митиленцы, опираясь на свою колонию в Ахиллее, начали войну с афинянами, занявшими Сигей. На помощь колонистам с Лесбоса была направлена эскадра под командованием Питтака, одного из семи мудрецов, но он, по словам Страбона, плохо справлялся с командованием и терпел неудачи в борьбе с афинским стратегом Фриноном.
После одной из стычек, где взяли верх афиняне, поэт Алкей, участвовавший в войне, бежал с поля сражения, бросив оружие, которое было захвачено противником. Афиняне повесили этот ценный трофей в храме Афины в Сигее, а Алкей описал произошедшее в песне, которую отправил друзьям на Лесбос.
Через некоторое время Фринон предложил Питтаку поединок, и митиленец одолел его, набросив рыбацкую сеть и заколов трезубцем и кинжалом. Эту весьма популярную в древности историю, которую передают также Диоген Лаэртский, Валерий Максим, Плутарх, Полиен, а хроника Евсевия-Иеронима датирует 607/606 до н. э., исследователи считают малоправдоподобной, так как у Геродота, любившего подобные предания, она отсутствует, а вооружение римского гладиатора-ретиария для греческого воина архаической эпохи и вовсе невероятно.
В конечном счете длительный конфликт был улажен благодаря посредничеству коринфского тирана Периандра, примирившего стороны на условиях uti possidetis.
Тимей писал, что Периандр укреплял Ахиллей против афинян, чтобы помочь Питтаку, но Деметрий Скепсийский опровергает его, а Страбон присоединяется к мнению последнего, добавляя, что тот, кто участвовал в войне, не мог быть избран посредником.

## Захват Сигея митиленцами
Сигей остался за афинянами, но через некоторое время, по-видимому, после свержения династии Кипселидов, митиленцы захватили его. Одни ученые датируют это событие примерно 590 до н. э., другие — периодом между 580-м и 530-м до н. э. На основании надписи на Сигейской стеле, содержащей текст на аттическом наречии, и датируемой примерно 550—540 до н. э., полагают, что афиняне сохраняли контроль над городом до середины VI века до н. э.
Элеунт, как полагают, был потерян в начале VI века до н. э. (с этого времени и примерно до 550 до н. э. там отсутствует афинская керамика).

## Экспедиция Писистрата
Писистрат, владевший рудниками Пангеона, искал возможности приобрести земледельческое поселение, для снабжения припасами, и обратил внимание на Сигей, расположенный, как на это специально указывает Страбон, напротив Херсонеса Фракийского. Как полагают, морская экспедиция для отвоевания города была предпринята в первые годы после установления его третьей тирании (ок. 546 до н. э.), возможно, около 540 до н. э.
В результате этого похода, в котором, вероятно участвовали аргосские наемники, с помощью которых тиран одержал победу над афинянами при Паллениде, Сигей был взят, и тираном города стал сын Писистрата от побочной жены Гегесистрат, должно быть, достигший к тому времени совершеннолетия. Исследователи считают, что морские экспедиции Писистрата были его личными предприятиями, осуществлявшимися на его средства, поэтому Сигей не вернулся под власть Афин, а стал владением семьи Писистратидов.
Персидский царь, распространивший после завоевания Лидии свою власть на все малоазийское побережье, вероятно, не препятствовал афинской колонизации, так как она ослабляла позиции лесбийцев.
По сообщению Геродота, Гегесистрат не без борьбы отстаивал колонию, так как митиленцы, вероятно, не оставляли попыток вернуть её под свою власть. Как долго Сигей оставался под контролем Гегесистрата, неизвестно, последнее упоминание относится примерно к 509 до н. э., когда его брат Гиппий, отчаявшийся вернуть Афины с помощью спартанцев, посетил город проездом ко двору персидского царя.

## Вопросы хронологии
Юлиус Белох в своей «Истории Греции» на основании того, что у Геродота все военные действия описываются в одном параграфе, и сообщение об арбитраже Периандра приведено после рассказа об экспедиции Писистрата, полагал, что была всего одна война за Сигей. Перед учеными, разделявшими его точку зрения, это поставило проблему, так как Периандра, который по аполлодоровской хронологии, умер ок. 585 до н. э., надо было сделать современником Писистрата и царя Креза (то же самое в отношении Питтака и Алкея). Для этого требовалось передвинуть хронологию примерно на полвека вперед, что создавало изрядную путаницу, так как хронология правлений Кипселидов и лидийских Мермнадов связаны через того же самого Геродота.
Вопрос вызвал оживленную полемику, но удовлетворительного решения найти не удалось, и к 1980-м годам большинство специалистов приняли теорию о двух сигейских войнах.